# Kavčič
Kavčič je 21. najblj pogost priimek v Sloveniji, ki ga je po podatkih Statističnega urada Republike Slovenije na dan 31. decembra 2007 uporabljalo 2.956 oseb. Izvira iz poklicnega priimka Tkalec. Pojavlja se tudi v obliki Kaučič.

## Znani nosilci priimka
- Aleks(ander) Kavčič, alpski smučar
- Alenka Kavčič Čolić, bibliotekarka, informatičarka (NUK)
- Alenka Kavčič (*1968), informatičarka, računalničarka (FRI)
- Aleks Kavčič, rokometaš
- Aljaž Kavčič (*1994), nogometaš
- Aljaž Kavčič, fizik ?
- Ana Kavčič Pucihar (*1976), flavtistka
- Andrej Kavčič (1752—1826), duhovnik in šolnik
- Anton Kavčič (1743—1814), ljubljanski škof
- Blaž Kavčič (*1951), politik, ekonomist/gospodarstvenik
- Blaž Kavčič (*1987), tenisač
- Bogdan Kavčič (1939—2022), sociolog, strok. za menedžment, univ. prof.
- Bojan Kavčič (*1946), športni novinar, nogometaš
- Bojan Kavčič, cineast
- Bojana Dornig Kavčič (*1960), smučarka
- Boštjan Kavčič (*1973), kipar, vizualni umetnik
- Ciril Kavčič (1924—2019), novinar
- Domen Kavčič (*1979), japonolog, prevajalec, nabiralec, kuhar
- Ela Kavčič (1903—?), igralka
- Ernest in Iztok Kavčič, slikarja samouka iz Žirov
- Filip Kavčič (1899—1969), duhovnik, liturgik
- Franc Kavčič (1755—1828), slikar; profesor in rektor dunajske akademije
- Franc (Fran) Kavčič (1846—?), učitelj
- Franc Kavčič (1922—2000), partizan, gospodarstvenik
- Friderik Vladimir Kavčič (Frédéric Vladimir Kaucic, ps. Jean Vodaine)[2]
- Gabriel Kavčič, moralni teolog (dr.), tiskovni predstavnik SŠK, od 2024 upravitelj župnije Vipava in vikar za Škofijsko gimnazijaoVipava
- Hinko Kavčič (1846—1893), politik
- Ivan Kavčič-Nande (1913—1943), partizan, narodni heroj
- Ivica Kavčič (*1933), kemičarka in političarka
- Jakob Kavčič (1851—1923), pravnik, sodnik, terminolog?
- Jakob Kavčič (1862—1915), duhovnik, nabožni pisec
- Jane Kavčič (1923—2007), filmski režiser
- Janez Kavčič Traunkar (1865—1921), podobar, rezbar
- Janez Kavčič (1943—2017), zgodovinar, domoznanec, muzealec, prof.
- Janko Kavčič (1898—1988), kemik, univ. profesor
- Janko Kavčič (1909—1990), športni pedagog, univ. profesor
- Jerica Snoj (r. Kavčič) (*1954), jezikoslovka, leksikologinja in leksikografinja
- Jerneja Kavčič (*1975), klasična filologinja, grecistka (tudi novogrščina)
- Josip (Jožef) Kavčič (1821—1903), notar in narodni buditelj
- Jože Kavčič (*1931), politik, urbanist
- Kajetan Kavčič (1903—1972), inženir, ravnatelj CTK
- Klemen Kavčič, strokovnjak za menedžment, prof.
- Klemen Kavčič (*1979), slikar
- Lenka Kavčič (*1968), arhitektka, kritičarka; državna sekretarka za prostorsko planiranje
- Lucija Kavčič, novinarka
- Maks Kavčič (1909—1973), slikar, scenograf, restavrator, prof.
- Marko Kavčič (*1949), alpski smučar
- Martin Kavčič, štajerski narodni buditelj
- Mateja Kavčič (*1970), slikarka, večmedijska umetnica, pedag.
- Mateja Kavčič, arhitektka, konservatorka-restavratorka
- Matija Kavčič (1802—1863), pravnik, politik
- Metka Kavčič Takač (*1960), kiparka, restavratorka
- Milena Kavčič, oblikovalka nakita (Ce)
- Nada Kavčič (*1991), hispanistka, pesnica, prevjalka
- Nataša Kavčič (*1983), umetnostna zgodovinarka
- Niko Kavčič (1915—2011), obveščevalec, bančnik, publicist
- Pavle Kavčič (*1957), hokejski trener
- Pavel Kavčič (1852—1895), učitelj
- Peter Kavčič (1932—2018), košarkarski sodnik
- Rajko Kavčič (1915—1976), kemik, univ. prof.
- Rajko Kavčič (*1969), balinar
- Rudolf Kavčič (1885—?), inženir, direktor državnih železnic
- Silvija Kavčič, zgodovinarka 2. svetovne vojne in koncentracijskih taborišč: "Preživele smo in spominjamo se"
- Slavka Kavčič (*1938), ekonomistka, gospodarstvenica, univ. prof.
- Srečko Kavčič (*1938), novinar, urednik, kulturni delavec
- Stane Kavčič (1919—1987), partizan in politik
- Stanko Kavčič (1913—1996), surdopedagog
- Terezija Kavčič (1942—2024), ginekologinja, porodničarka
- Tihomir Kavčič (1926—2021), živilski tehnolog, prof. dr.
- Tina Kavčič, izr. prof. dr. ZF UL
- Tine Kavčič (*1994), nogometaš
- Tomaž Kavčič (*1953), nogometaš, trener
- Tomaž Kavčič (*1969), kuharski mojster -"šef" (Zemono)
- Urška Kavčič, razvojna psihologinja
- Vladimir Kavčič (1932—2014), pisatelj, urednik, kulturni politik
- Vladimir Kavčič (ps. Jean Vodaine) (1921—2006),  slovensko-francoski pesnik, tiskar, tipograf, publicist in slikar
- Vladimir (Mirko) Kavčič (1907—?), Tigrovec in sodel. OF
- Vojko Kavčič, psiholog, nevroznanstvenik (ZDA)
- Žan Kavčič (*1986), šahist (=? arhitekt in oblikovalec lesa)